# Sphaerostephanos validus
Sphaerostephanos validus är en kärrbräkenväxtart som först beskrevs av Carl Frederik Albert Christensen, och fick sitt nu gällande namn av Holtt. Sphaerostephanos validus ingår i släktet Sphaerostephanos och familjen Thelypteridaceae. Inga underarter finns listade.